# فرودگاه ژنرال خوزه فرنسیسکو برمودز
فرودگاه ژنرال خوزه فرنسیسکو برمودز (به انگلیسی: General José Francisco Bermúdez Airport) یک فرودگاه با کد یاتا CUP است که یک باند فرود آسفالت دارد و طول باند آن ۲۰۱۵ متر است. این فرودگاه در کشور ونزوئلا قرار دارد و در ارتفاع ۱۰ متری از سطح دریا واقع شده‌است.